# فهرست شهروندان افتخاری گیومری

شهروند افتخاری عالی‌ترین عنوانی است که از سوی شهرداری گیومری (لنیناکان سابق) اعطا می‌گردد. برخی از افرادی که این عنوان را دریافت‌کنندگان نموده‌اند عبارتنداز:

## ۱۹۶۴
- ماردیروس ساریان، نقاش
- ویکتور هامبارتسومیان آکادمیسین
- آرام خاچاتوریان، آهنگساز

## ۱۹۶۵
- والنتینا ترشکوا، فضانورد
- آندریان نیکولایف، فضانورد

## ۱۹۶۶
- تیگران پتروسیان، قهرمان شطرنج جهان

## ۱۹۶۸
- ایوان باقرامیان، مارشال اتحاد شوروی
- آرتیوم میکویان aircraft constructor

## ۱۹۹۹
- شاهن خاچاتریان، مدیر نگارخانه ملی ارمنستان

## ۲۰۰۰
- هوهانس اویونجیان، نیکوکار
- سیمون یزنیک بالیان، نیکوکار
- جان هانتسمن، نیکوکار

## ۲۰۰۱
- شارل آزناوور، نیکوکار، خواننده و شاعر
- روبرت بوغوسیان، نیکوکار
- ژان بوغوسیان، نیکوکار
- آلبرت بوغوسیان، نیکوکار
- نیکلای روژکوف، رئیس شورای وزرای اتحاد شوروی
- شارل آزناوور، خواننده، ترانه‌سرا و هنرپیشه شهیر

## ۲۰۰۲
- روبرت کوچاریان، دومین رئیس‌جمهور جمهوری ارمنستان
- دین هرش، مدیر “World Vision International”
- en:Sargis Hakobyan، نیکوکار
- گوهار خاچاتریان، نیکوکار
- en:Murad Muradyan، سیاستمدار
- دونارا آسکاناز هاروتیونیان، سیاستمدار

## ۲۰۰۳
- بوریس شچبرینا، معاون اول رئیس شورای وزرای اتحاد شوروی
- en:Jan-Noel Gerini، فرماندار Bush-du-Ron
- آلبرت مکرتچیان، کارگردان
- ویکتور خازاتتسف، قهرمان فدراسیون روسیه، army general

## ۲۰۰۴
- واهاگن هوُنانیان - نیکوکار

## ۲۰۰۵
- الکساندر هاروتیونیان، آهنگساز
- ادوارد میرزویان، آهنگساز
- ولادیمیر ریسین، سیاستمدار

## ۲۰۰۶
- گوریک هاکوبیان، general-Lutheran գեներալ-lieutenant
- سرژ سارگسیان، وزیر دفاع جمهوری ارمنستان

## ۲۰۰۸
- فریدریک سوغویان، مجسمه‌ساز برجسته
- یوری واردانیان، قهرمان بازی‌های المپیک

## ۲۰۰۹
- ژانت ساجویان (خواهر آروسیاک، Our lady of Armenia, راهبه
- آنتونیو مونتالتو کنسول افتخاری ایتالیا در جمهوری ارمنستان، در گیومری
- آرتور باغداساریان، – RA secretary of the National Security Council
- آرارات گومتسیان، RF general counsel of the southern federal region
- تاجات سارگسیان، مدیر ACP

## ۲۰۱۰
- نیکلای هوانیسیان – چهره دانشمند افتخاری
- روبرت کوچاریان، رئیس‌جمهور ارمنستان
- نیکولای ریژکوف، سیاستمدار
- مستیسلاف روستروپوویچ، موسیقی دان
- لوریس چکناواریان، مایسترو
- آقاسی شابویان، رقصنده
- ماریام آسلامازیان، نقاش
- گئورگ غاریبجانیان، تاریخ‌نگار

## ۲۰۱۲
- آوتیک ایساهاکیان، Doctor of Philological Sciences, پروفسور
- هاسمیک پاپیان، هنرمند مردمی جمهوری ارمنستان، خواننده
- هاسمیک گیراگوسیان، چهره افتخاری فرهنگی جمهوری ارمنستان
- روبرت امییان، استاد افتخاری ورزشی اتحاد شوروی